# Syzeuctus apicifer
Syzeuctus apicifer är en stekelart som först beskrevs av Walker 1874.  Syzeuctus apicifer ingår i släktet Syzeuctus och familjen brokparasitsteklar. Inga underarter finns listade i Catalogue of Life.